# Reith bei Kitzbühel
Reith bei Kitzbühel ist eine Gemeinde mit 1761 Einwohnern (Stand 1. Jänner 2025) im Bezirk Kitzbühel in Tirol
(Österreich). Die Gemeinde liegt im Gerichtsbezirk Kitzbühel im Brixental, in unmittelbarer Nachbarschaft von Kitzbühel.

## Geografie
Reith bei Kitzbühel liegt etwa fünf Kilometer nordwestlich der Bezirkshauptstadt Kitzbühel, eingebettet zwischen Bichlach und dem Rauhen Kopf. Die Gemeinde gehört zum Leukental und bildet den Übergang in das Brixental. Der Ort wird von der Reither Ache durchflossen und liegt wie die Stadt Kitzbühel auf 762 m Seehöhe.

### Nachbargemeinden
|                    | Going am Wilden Kaiser                      |                    |
| Ellmau (KU)        | Kompassrose, die auf Nachbargemeinden zeigt | Oberndorf in Tirol |
| Kirchberg in Tirol |                                             | Kitzbühel          |

## Geschichte
Der Ort wird urkundlich erstmals im November 1125 als „Gebrichesrivt“ ([Gebrichs-]Reith) sowie später um 1190 als „Ruote“ (alter Rodungsplatz) erwähnt und gehörte einst zur Grundherrschaft des Klosters Berchtesgaden.
Am Rerobichl und Astberg wurden vom 15. bis ins 18. Jahrhundert Silber und Kupfer abgebaut. Die erste Kirche, die sich bereits am heutigen Kirchstandort befand, wurde 1188 geweiht. Im 15. Jahrhundert wurde sie im gotischen Stil erweitert und 1729 als barocke Wandpfeilerkirche neu erbaut.

## Kultur und Sehenswürdigkeiten
- Katholische Pfarrkirche Reith bei Kitzbühel hl. Ägidius
- Schloss Munichau

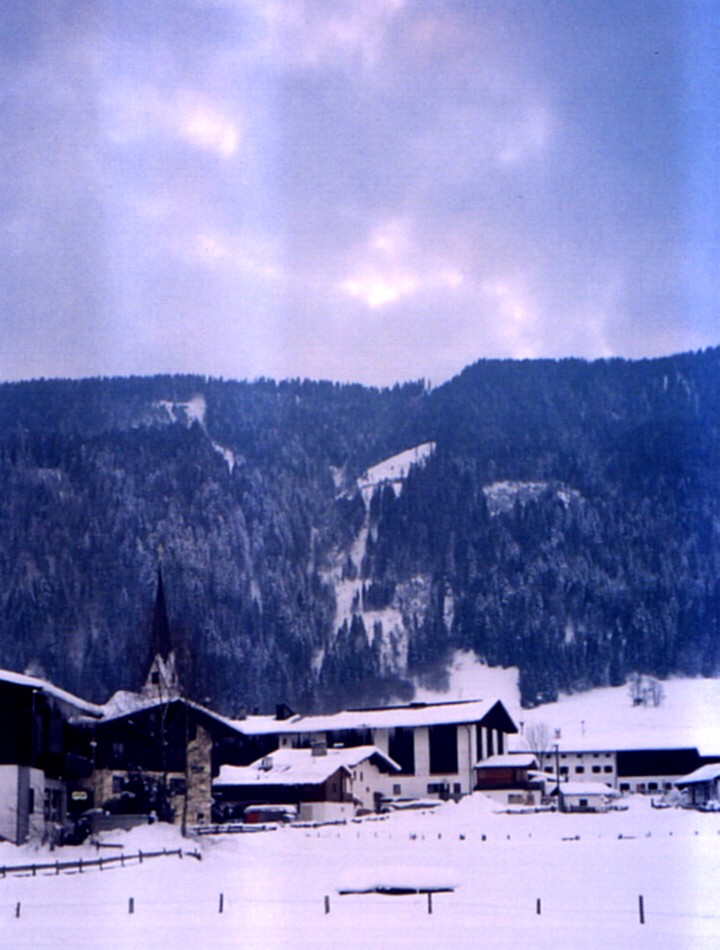
Ortsbild
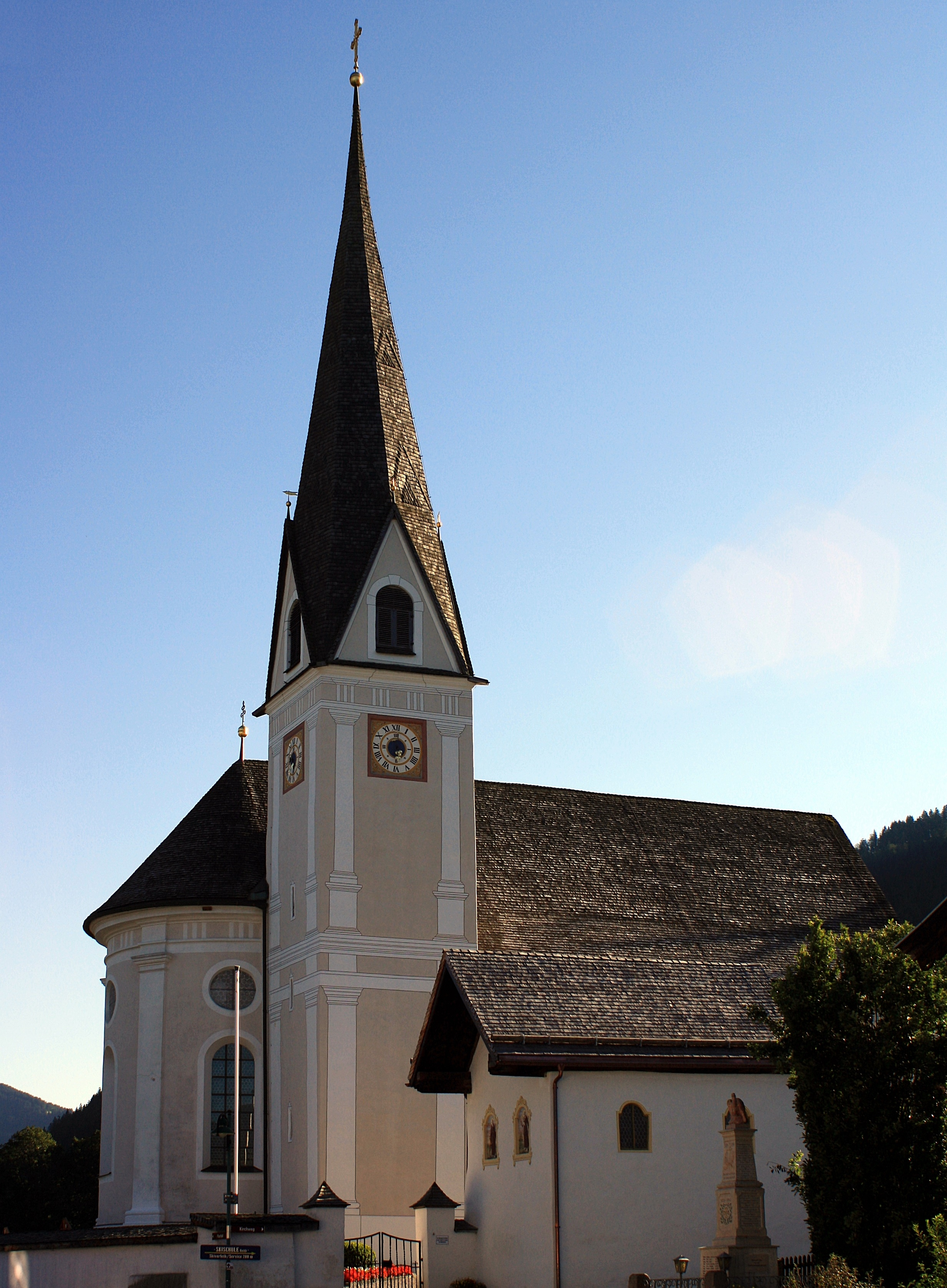
Kath. Pfarrkirche hl. Ägidius
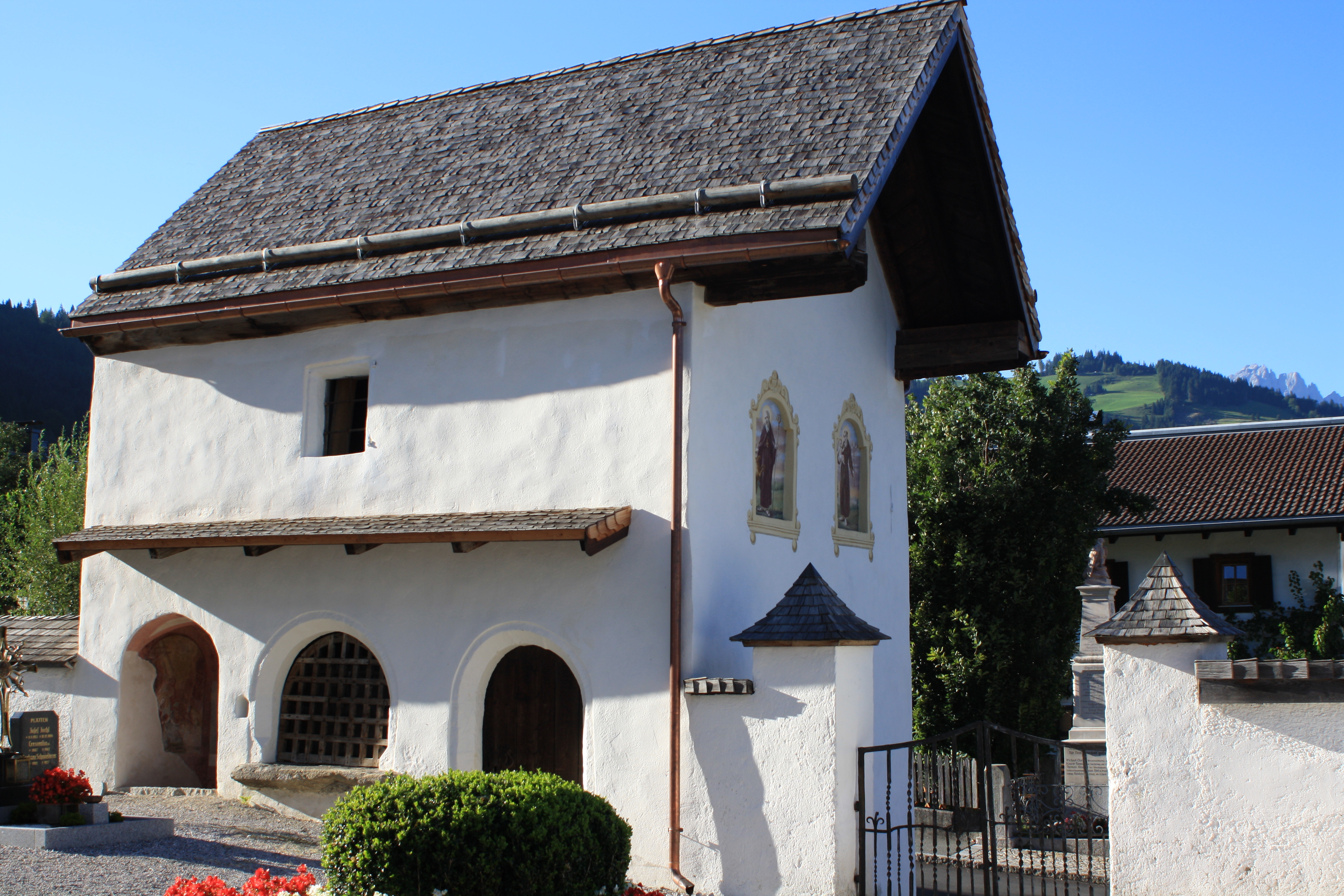
Totensagrer und Friedhofsummauerung
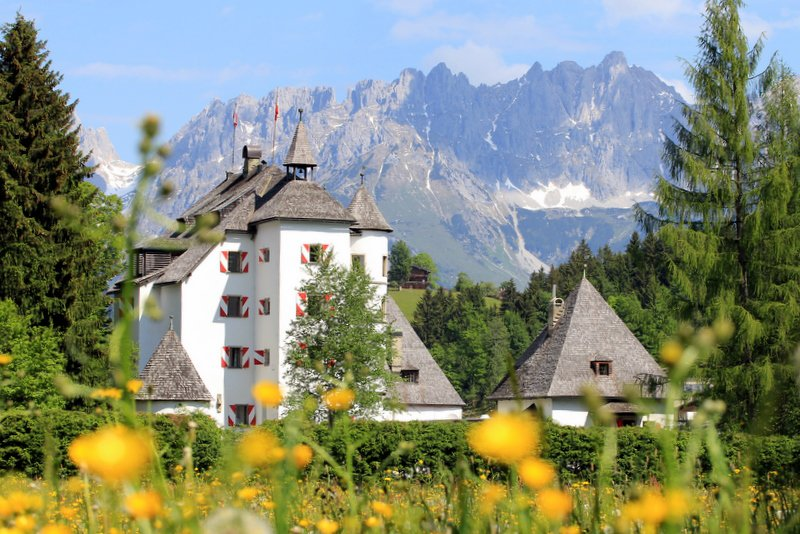
Schloss Münichau

## Wirtschaft und Infrastruktur

### Wirtschaftssektoren
Von den 47 landwirtschaftlichen Betrieben des Jahres 2010 wurden 25 im Haupterwerb geführt. Diese bewirtschafteten rund zwei Drittel der Flächen. Beinahe drei Viertel der Erwerbstätigen des Produktionssektors arbeiteten in der Bauwirtschaft. Die größten Arbeitgeber des Dienstleistungssektors waren Beherbergung und Gastronomie, soziale und öffentliche Dienste sowie der Handel (Stand 2011).
| Wirtschaftssektor            | Anzahl Betriebe | Anzahl Betriebe | Erwerbstätige | Erwerbstätige |
| Wirtschaftssektor            | 2011            | 2001            | 2011          | 2001          |
| ---------------------------- | --------------- | --------------- | ------------- | ------------- |
| Land- und Forstwirtschaft 1) | 47              | 57              | 51            | 56            |
| Produktion                   | 26              | 16              | 173           | 118           |
| Dienstleistung               | 118             | 85              | 244           | 199           |

1) Betriebe mit Fläche in den Jahren 2010 und 1999
| Im Jahr 2011 wohnten rund 700 Erwerbstätige in Reith. Knapp vierzig Prozent arbeiteten in der Gemeinde, über 400 pendelten aus. Von den Nachbargemeinden kamen 200 Menschen zur Arbeit nach Reith bei Kitzbühel. Reith bei Kitzbühel hat zwei Saisonen. Eine kurze Spitze mit 17.000 Übernachtungen im Februar und eine längere Sommersaison von Juni bis in den Oktober, deren Spitze im Juli und August ebenfalls mehr als 17.000 Übernachtungen ausweist (Stand 2019). | Die zur Anzeige dieser Grafik verwendete Erweiterung wurde dauerhaft deaktiviert. Wir arbeiten aktuell daran, diese und weitere betroffene Grafiken auf ein neues Format umzustellen. (Mehr dazu) |

## Politik

### Gemeinderat
In den Gemeinderat werden dreizehn Vertreter gewählt:
| Partei                                                        | 2010  | 2010    | 2016  | 2016    | 2022  | 2022    |
| Partei                                                        | %     | Mandate | %     | Mandate | %     | Mandate |
| ------------------------------------------------------------- | ----- | ------- | ----- | ------- | ----- | ------- |
| Für Reith – Bürgermeister Stefan Jöchl (FÜR REITH)            | 49,80 |         | 33,50 | 5       | 38,71 | 5       |
| Reith zuerst! Land-Wirtschaft-Arbeit-Familie (LISTE 2)        |       |         | 15,51 | 2       | 30,03 | 5       |
| Liste Land und Wirtschaft (LLW)                               |       |         |       |         | 20,43 | 2       |
| Unabhängige Liste Florian Pointner (ULFP)                     |       |         |       |         | 10,83 | 1       |
| Reith erhalten – mitgestalten                                 |       |         | 17,98 | 2       |       |         |
| Grünen – Alternativen für Reith                               |       |         | 16,60 | 2       |       |         |
| Reither Bürgerliste                                           | 28,32 |         | 16,40 | 2       |       |         |
| Allgemeine Reither Liste, Sozial und Kompetent, Peter Gandler | 14,65 |         |       |         |       |         |
| Ländliche Liste Reith                                         | 7,23  |         |       |         |       |         |

### Bürgermeister
(Quelle: )
- 1901–1902 Josef Jöchl
- 1902–1905 Josef Koidl
- 1905–1909 Johann Foidl
- 1909–1912 Georg Jöchl
- 1912–1917 Thomas Hauser
- 1917–1919 Peter Adelsberger
- 1919–1922 Andreas Auberger
- 1922–1931 Johann Mayrl
- 1931–1938 Johann Jöchl
- 1938–1945 Egid Jöchl
- 1945–1947 Josef Rehbichler
- 1947–1967 Johann Jöchl
- 1967–1974 Alois Ritter
- 1974–1980 Egid Jöchl
- 1980–2004 Sebastian Hölzl
- seit 2004 Stefan Jöchl

### Gemeindepartnerschaften
- Wetzlar (Stadtteil Garbenheim), Hessen

## Persönlichkeiten

### Mit der Gemeinde verbundene Persönlichkeiten
- Hans Achorner (* 1975), Biathlet
- Lisa Hauser (* 1993), Biathletin
- Martin Scharnagl (* 1988), Musiker und Komponist
- Manuel Schmid (* 1981), Fußballspieler
- Fritz Günther von Tschirschky (1900–1980), Diplomat und Politiker
- Franz Wimmer (* 1932), Amateur-Radrennfahrer